# Tiger-Bier

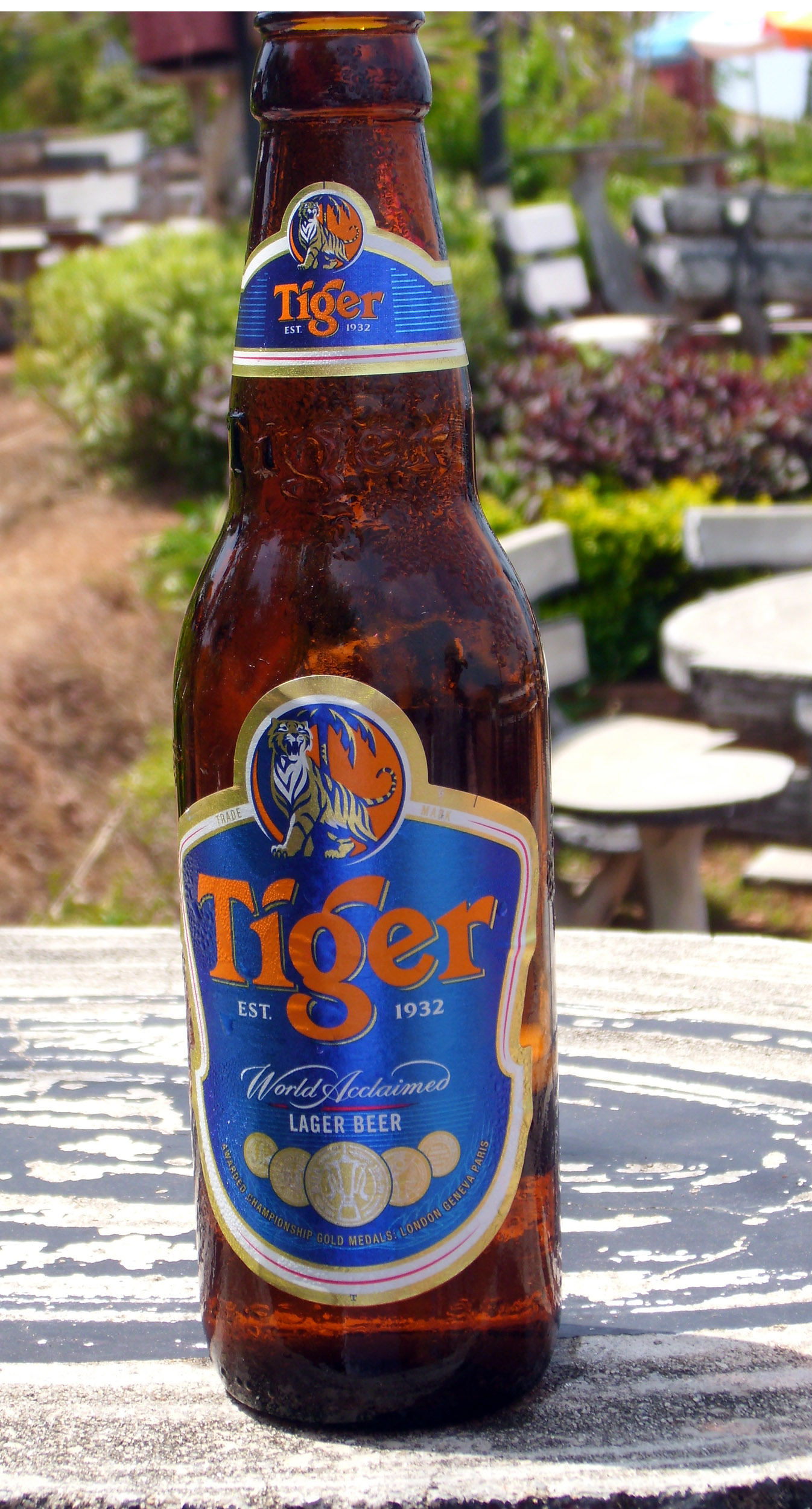
Tiger-Bier

Tiger ist eine Biermarke aus Singapur. Nach Firmenangaben war Tiger 1932 die erste Biermarke des Landes und ist heute die größte asiatische Marke. Die Marke ist Eigentum der Asia Pacific Breweries Ltd.

## Geschichte
1931 wurde die Firma Malayan Breweries Limited in Singapur als Joint Venture zwischen Heineken und dem Mischkonzern Fraser and Neave gegründet und brachte 1932 mit Tiger Beer das erste Bier heraus. 1990 wurde die Firma in Asia Pacific Breweries Ltd. umbenannt. Tiger-Bier gewann seit 1939 eine Reihe von Auszeichnungen, zum Beispiel die Goldmedaille der amerikanischen Brewers Association in der Kategorie „Pilsener nach europäischer Brauart“ und den ersten Platz in der Kategorie „Geschmack von Lager-Bieren“ bei einem Blindtest der Sunday Times 1980. Heute wird Tiger-Bier in elf Ländern gebraut und ist in über 70 Ländern erhältlich.
Heineken hält 42 % der Anteile von Asia Pacific Breweries. Aktuell (Juli 2012) hat der niederländische Brauereikonzern Heineken 4,1 Mrd. Dollar geboten, um die Anteile des Konglomerats Fraser and Neave (40 %) zu übernehmen. Im Bieterwettstreit die Firma Kindest Place, die derzeit 8,6 % von APB besitzt und einen Teil der Anteile übernehmen will. Der Schwiegervater des Eigentümers von Kindest Place, der thailändische Milliardär Charoen Sirivadhanabhakdi hat in den letzten Monaten über seine Firmen große Anteile von Fraser and Neave aufgekauft.

## Biersorten
Tiger-Bier ist ein helles Lager mit 5 % Alkohol. Außerdem wird seit Oktober 2004 ein Leichtbier namens Tiger Crystal Lite mit 4,1 % Alkohol vertrieben, das für den Markt in China entworfen wurde. Seit Ende 2013 gibt es zusätzlich ein Tiger Radler mit Zitronengeschmack und nur 2,0 % Alkohol.

## Werbung

Logo von Tiger Translate

Den Werbeslogan „Time for a tiger“ übernahm der Schriftsteller Anthony Burgess für seinen gleichnamigen Roman aus dem Jahr 1956. Asia Pacific Breweries Ltd. sponsert über Tiger-Bier eine Reihe von Sportmannschaften und -events in Europa, den USA und Asien, besonders im Bereich Fußball. Unter dem Namen Tiger Translate finanziert die Firma Kunstevents, -ausstellungen und -wettbewerbe, die den Austausch zwischen Asien und dem Westen thematisieren sollen.